# Partito per la Giustizia, l'Integrazione e l'Unità
Il Partito per la Giustizia, l'Integrazione e l'Unità (Al: Partia Drejtësi, Integrim dhe Unitet, PDIU) è un partito politico albanese. Il PDIU è stato fondato nel 2011 dalla fusione tra il "Partito per la Giustizia e l'Integrazione" (PDI) e il "Partito per la Giustizia e l'Unità" (PDU). Il PDIU, come i due partiti fondatori, è un partito conservatore, che si prefigge di tutelare l'etnia albanese, in particolare i cham albanesi, anche al di fuori del territorio nazionale. Il PDI alle elezioni politiche del 2009 aveva eletto un deputato. Nel 2011, con la nascita del PDIU i deputati salirono a due, vista l'adesione al gruppo parlamentare di un deputato cham eletto con il PSSH.
Il PDIUM alle politiche del 2013 è entrato a far parte della coalizione di centro-destra "Alleanza per l'Impiego, il Benessere e l'Integrazione".